# Actaea simplex
La hierba de San Cristóbal  (Actaea simplex) es una especie perteneciente a la familia Ranunculaceae.

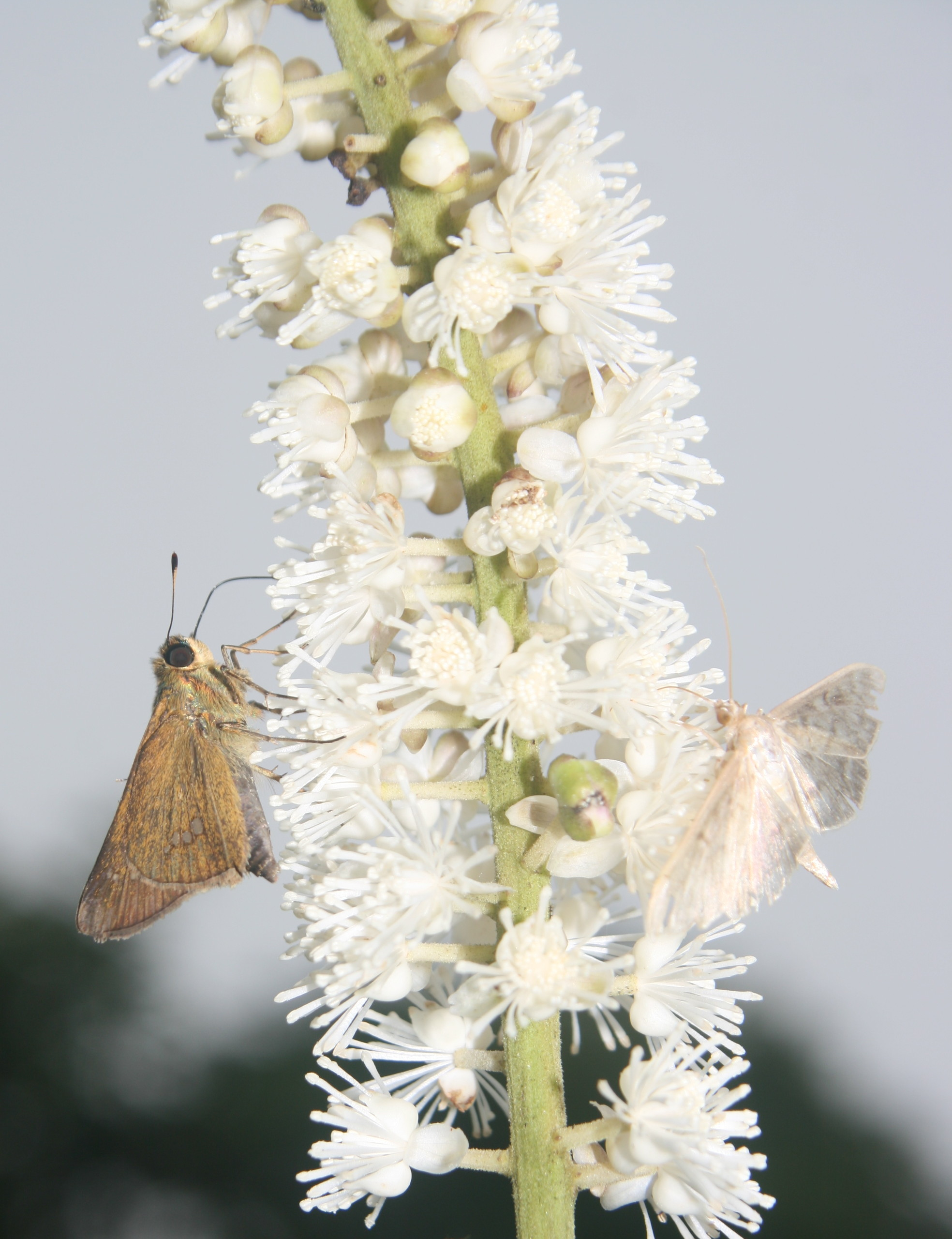
Inflorescencia

## Descripción
Es oriunda de Japón y el extremo oriental de Siberia, tiene la floración más tardía del género, a finales del otoño. Es la más pequeña y alcanza una altura cercana a 1,2 m. Las flores son blancas, nacen en largas varas arqueadas y el follaje está muy dividido.

## Taxonomía
Actaea simplex fue descrita por (DC.) Wormsk. ex Prantl y publicado en Botanische Jahrbücher für Systematik, Pflanzengeschichte und Pflanzengeographie 9(3): 246. 1888.
Etimología
Actaea: nombre genérico que proviene del griego: aktaía, latinizado = actea que significa "costera.
simplex: epíteto latíno que significa "simple".
Sinonimia
- Actaea cimicifuga var. simplex DC.
- Cimicifuga cimicifuga var. intermedia (Regel) Graebn. & P. Graebn.
- Cimicifuga dahurica var. tschonoskii Huth
- Cimicifuga foetida var. intermedia Regel
- Cimicifuga foetida f. laciniata Makino
- Cimicifuga foetida f. purpurea Makino
- Cimicifuga foetida var. simplex (Wormsk.) G.Don
- Cimicifuga foetida var. simplex (DC.) Regel
- Cimicifuga ramosa (Maxim. ex Franch. & Sav.) Nakai
- Cimicifuga simplex Wormsk. ex DC.
- Cimicifuga simplex (DC.) Wormsk. ex Turcz.
- Cimicifuga simplex var. intermedia (Regel) Nakai
- Cimicifuga simplex var. ramosa Maxim. ex Franch. & Sav.
- Cimicifuga taquetii H. Lév.
- Cimicifuga ussuriensis Oett.
- Thalictrodes simplex (DC.) Kuntze[4]